# اردوکشی
اردوکشی (به بنگالی: Abhijan) فیلمی محصول سال ۱۹۶۳ و به کارگردانی ساتیاجیت رای است. در این فیلم بازیگرانی همچون سومیترا چاترجی، وحیده رحمان، رام گوها ایفای نقش کرده‌اند.